# AB Весов
AB Весов (лат. AB Librae) — одиночная переменная звезда в созвездии Весов на расстоянии (вычисленном из значения параллакса) приблизительно 54269 световых лет (около 16639 парсеков) от Солнца. Видимая звёздная величина звезды — от +15,1m до +13,6m.

## Характеристики
AB Весов — пульсирующая полуправильная переменная звезда (SR).